# Necydalinae
Els necidalins (Necydalinae) són una  subfamília de coleòpters dins de la família Cerambycidae. Històricament, va ser tractada com una tribu dins de la subfamília Lepturinae, però recentment ha estat reconeguda com una subfamília separada  de les altres.
Aquests escarabats són inusuals dins els cerambícids, ja que els  èlitres són bastant curts, per la qual cosa són més similars en aparença als escarabats de la família Staphylinidae. La majoria imiten a les abelles o vespes.

## Gèneres

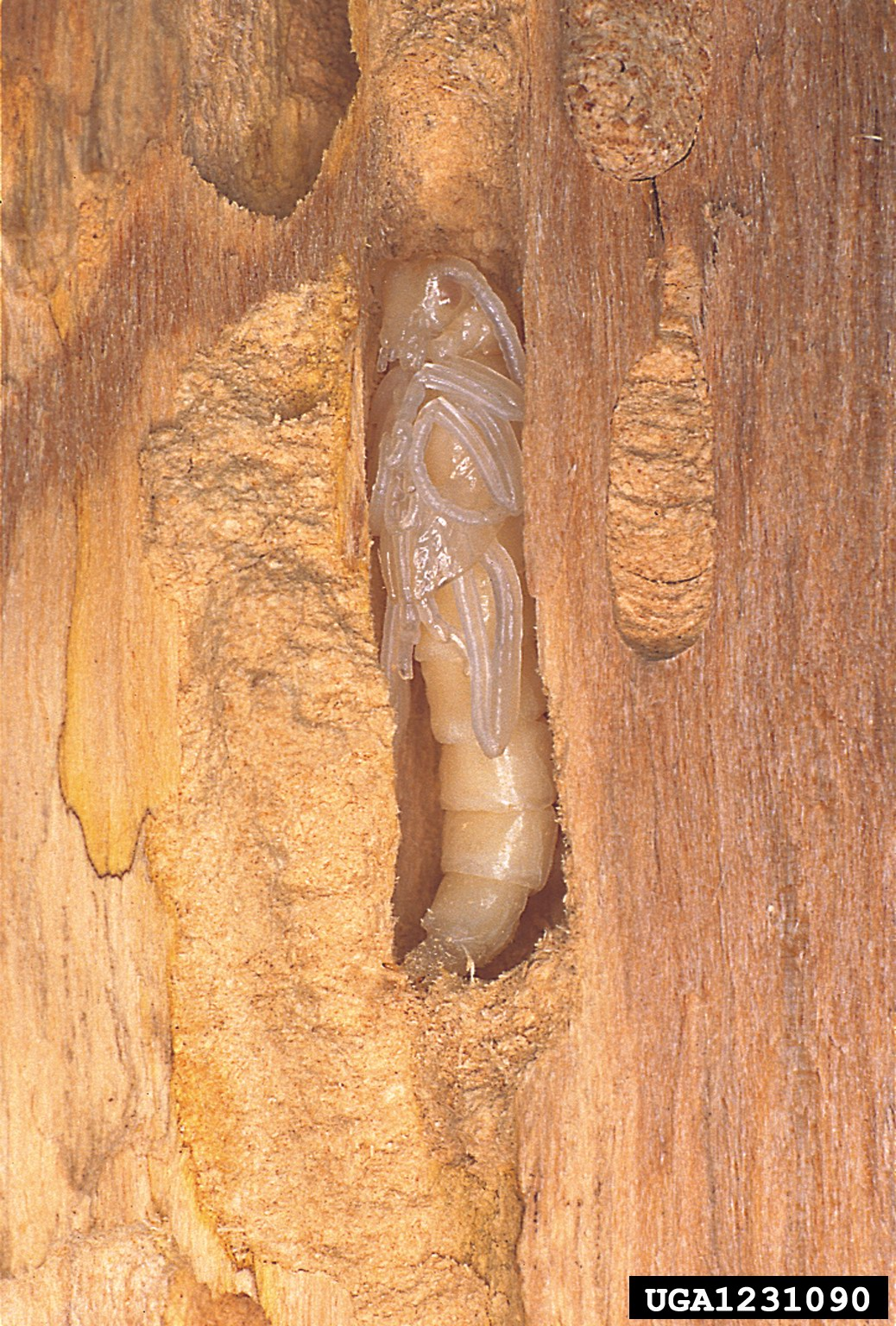
Necydalis major pupa

- Atelopteryx
- Callisphyris
- Cauarana
- Hephaestioides
- Hephaestion
- Mendesina
- Necydalis
- Parahephaestion
- Planopus
- Platynocera
- Psebena
- Rhathymoscelis
- Ulochaetes